# Not Available
Pour les articles homonymes, voir N/a.
Albums de The Residents
Duck Stab/Buster & Glen
(1978) Eskimo
(1980)
Not Available est un album du groupe de musique expérimentale The Residents enregistré en 1974 à la suite de l'album Meet the Residents. Une fois l'album enregistré, il aurait été conservé dans un coffre afin que le groupe, selon la « théorie de l'obscurité » de N. Senada, oublie son existence. L'album sort en 1978 par suite du retard dans la production de l'album Eskimo et alors que la sortie du single Satisfaction avait attiré de nouveau l'attention du public sur le groupe.

## Titres
1. Part One: Edweena – 9:29
2. Part Two: The Making of a Soul – 9:59
3. Part Three: Ship's a'Going Down – 6:34
4. Part Four: Never Known Questions – 7:00
5. Epilogue – 2:21

La version de l'album sortie en 1987 inclut plusieurs titres de l'album Title in Limbo enregistré en collaboration avec Renaldo and the Loaf. En 2010, l'album fut ré-édité. Si les morceaux bonus de l'édition de 1987 n'y sont pas, la pièce "Not Available" est en revanche rallongée de 7 minutes.